# رحمة أحمد فرج
رحمة أحمد فرج (8 مايو 1994) هي ممثلة مصرية، ظهرت لأول مرة في مسراحية «أمين وشركاه»، مع أحمد أمين، التي عرضت في مسرح جامعة مصر للعلوم والتكنولوجيا. وكانت نقطة إنطلاقها الأولى مشاركتها في مسلسل «الكبير أوي» الجزء السادس، بدور مربوحة زوجة الكبير، فلفتت انتباه المشاهدين، وأعجبوا بالشخصيَّة الفكاهيَّة المرحة التى قدمتها.

## عن حياتها
تخرجت رحمة أحمد من قسم الميكروبيولوجيا من كلية العلوم جامعة حلوان في عام 2017، وحصلت على ورشة نقابة المهن التمثيلية. ودرست في المعهد العالي للفنون المسرحية. بدأت نشاطها الفني خلال مشاركتها في النشاط المسرحي لكلية علوم، ودار الأوبرا. تزوجت من الكاتب أحمد منصور في عام 2020. بدأت من مسرح الجامعة مع صلاح الدالي، ثم شاركت مع أحمد أمين في أمين وشركاه. وشاركت في مسلسل الكبير بسبب ترشيحها من مخرج المسلسل الذي شاهد إحدى مسرحيتها التي قدمتها على مسرح الهناجر في دار الأوبرا المصرية.

## جوائز
- أفضل ممثلة في جامعة حلوان عن مسرحية اقتربت النهاية من إخراج صلاح الدالي. وحصول العمل على جائزة أفضل عرض مسرحية وأفضل تأليف وورشة الكتابة.[6]

## أعمالها الفنية

### الأفلام
| السنة | الفيلم                   | الدور |
| ----- | ------------------------ | ----- |
| 2022  | نبيل الجميل أخصائي تجميل | زينب  |
| 2023  | ابن الحاج أحمد           | نبيلة |

### المسلسلات
| السنة | العنوان      | الدور  |
| ----- | ------------ | ------ |
| 2022  | الكبير أوي 6 | مربوحة |
| 2023  | الكبير أوي 7 | مربوحة |
| 2025  | 80 باكو      | عبير   |

### المسرحيات
| السنة | المسرحية                                 | الدور         | بطولة                                   | مسرح                                    | مرجع         |
| ----- | ---------------------------------------- | ------------- | --------------------------------------- | --------------------------------------- | ------------ |
| 2017  | واقتربت النهاية .. وأنا عاملة نفسي نايمة | أم وائل       | فريق التخت المسرحي صلاح الدالي          | مسرح الهوسابير، مسرح قصر ثقافة الأنفوشي | [ 7 ] [ 8 ]  |
| 2018  | خالي ورد                                 | المهندسة نيرو | فرقة الرحالة                            | مسرح الهوسابير، مسرح الروابط            | [ 9 ] [ 10 ] |
| 2018  | ليلة سقوط أورشليم                        |               | فريق التخت المسرحي صلاح الدالي          | مسرح الهوسابير                          | [ 11 ]       |
| 2021  | ديجافو                                   |               | تامر نبيل - أحمد السلكاوي - حمزة العيلي | مسرح الهناجر                            | [ 12 ]       |

### البرامج
| السنة | البرنامج           | بطولة                         | مسرح                          | عرض على     | مرجع          |
| ----- | ------------------ | ----------------------------- | ----------------------------- | ----------- | ------------- |
| 2016  | ثلاثي ضوضاء الحياة | محمود تركي - مينا نادر - ميزو | -                             | قناة الحياة | [ 13 ] [ 14 ] |
| 2019  | أمين وشركأه        | أحمد أمين                     | جامعة مصر للعلوم والتكنولوجيا | دي إم سي    | [ 15 ] [ 16 ] |
| 2021  | أمين وشركأه 2      | أحمد أمين                     | جامعة مصر للعلوم والتكنولوجيا | قناة أون    | [ 17 ]        |

### المسلسلات الإذاعية
| السنة | المسلسل     | بطولة                               | عرض على      | مرجع   |
| ----- | ----------- | ----------------------------------- | ------------ | ------ |
| 2021  | جمال كازوزة | أحمد أمين - هالة فاخر - سامي مغاوري | الراديو 9090 | [ 18 ] |

## وصلات خارجية
- رحمة أحمد فرج على موقع IMDb (الإنجليزية)
- رحمة أحمد فرج على موقع قاعدة بيانات الأفلام العربية
- رحمة أحمد فرج على موقع قاعدة بيانات الفيلم (الإنجليزية)